# Annectacarus mucronatus
Annectacarus mucronatus är en kvalsterart som beskrevs av Grandjean 1950. Annectacarus mucronatus ingår i släktet Annectacarus och familjen Lohmanniidae. Inga underarter finns listade i Catalogue of Life.